# Biwa hōshi

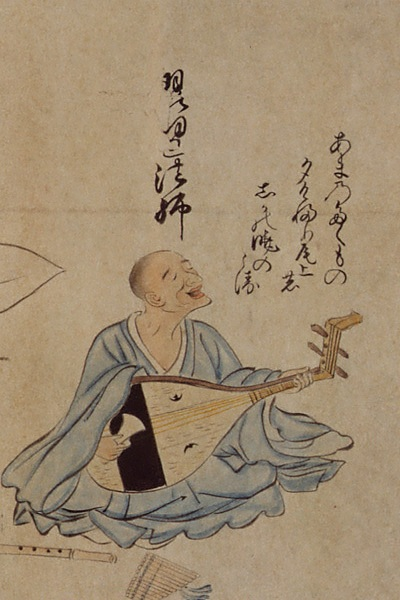
Biwa hōshi

Biwa hōshi (琵琶法師) waren blinde, rondreizende Japanse priesters die vooral tijdens de Kamakuraperiode teksten in liedvorm al zingend reciteerden, om verslagen of verhalen door te vertellen of als vorm van vermaak. Als muziekinstrument gebruikten ze een biwa of luit. Het waren zij die de Heike Monogatari mondeling overleverden onder het Japanse volk. Hun geschiedenis is in zekere mate gelijkaardig aan die van de minstrelen van Europa tijdens de middeleeuwen.

## Geschiedenis
Biwa hōshi kwamen ongeveer duizend jaar geleden voor het eerst voor in Japan en genoten gedurende een lange periode aanzienlijke populariteit. Hun geschiedenis begon in de tiende eeuw, kende haar hoogtepunt in de Kamakuraperiode en doofde daarna uit. Doorheen de jaren bespeelden ze een klein aantal verschillende soorten luiten. Etymologisch is de benaming ontstaan uit de Japanse term biwa, wat luit betekent, en hōshi, wat staat voor Boeddhistische priester.

### Heianperiode (794-1185)
De geschiedenis van de biwa hōshi gaat terug tot in de tiende eeuw, of halfweg de Heianperiode, van waaruit de eerste vermeldingen van blinde, rondreizende biwaspelers die teksten reciteerden, dateren. Deze eerste vermeldingen werden gevonden in de notities van raadgevers van Japanse vorsten en in bloemlezingen van de tiende eeuw. Aanvankelijk was hun instrument de mōsō biwa, een luit van Perzische oorsprong. Vandaar dat ook weleens naar de biwa hōshi van die tijd verwezen wordt met de term mōsō biwa. De mōsō werd gevolgd door de gaku biwa, die groter was en via China in Japan terechtkwam.

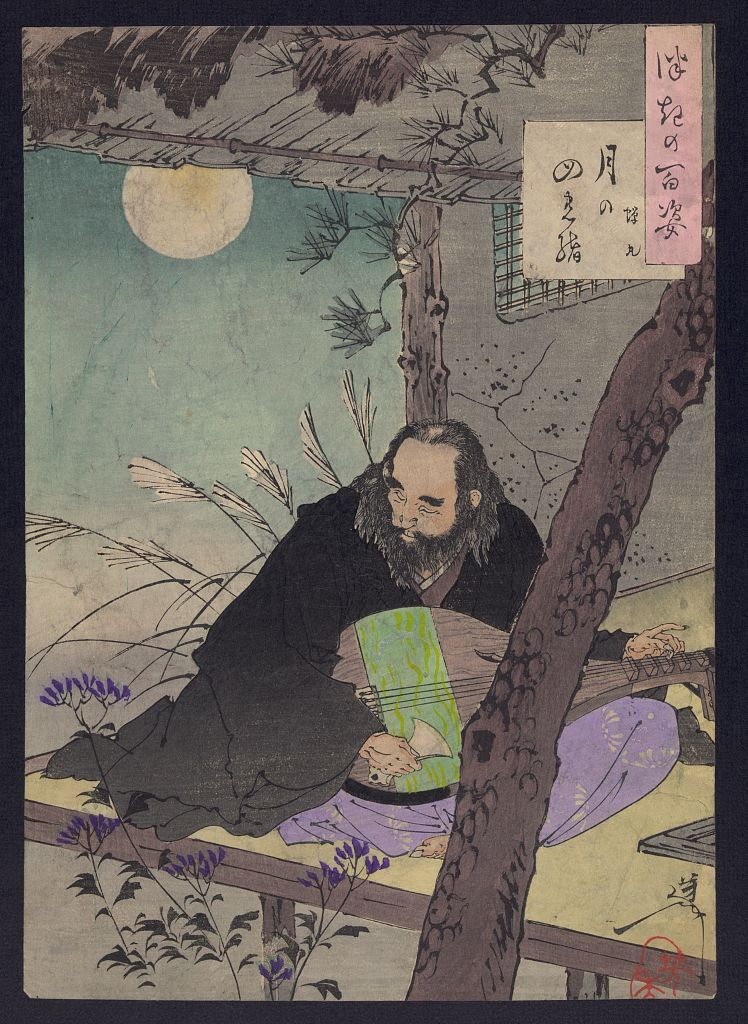
Prins Semimaru stemt zijn luit onder de volle maan op de berg Ausaka.

Aan het einde van de tiende eeuw schreef een raadgever, Taira no Kanemori, in een gedicht uit een werk dat dateert van het einde van de Heian-periode over een rondzwervende biwa hōshi die hij eens had horen spelen. De Ferranti (2000) schrijft echter dat uit dit gedicht bleek dat de raadgever minder geïnteresseerd was in de luitspeler zelf, maar eerder gefascineerd was door hoe geschikt de luit hem wel niet leek als instrument voor het uitdrukken van eenzaamheid. Dit zou dan gemakkelijk geprojecteerd kunnen worden op de eenzame, rondzwervende biwa hōshi.
In 905 verschenen in de eerste officiële keizerlijke bloemlezing, Kokinshū, drie gedichten over een zekere Semimaru. Hij zou een keizerlijke zoon geweest zijn die blind was, en daarom verbannen werd uit de hoofdstad. Pas in de twaalfde eeuw werd een verhalenbundel, de Konjaku Monogatari-shū, samengesteld waarin Semimaru's verhaal verteld werd: een muzikant en keizerlijk assistent ging in de tiende eeuw drie jaar lang elke dag luistervinken aan de hut waar Semimaru verbleef. Wanneer hij uiteindelijk Semimaru ontmoette, leerde die laatste hem oude muziekstukken (die blijkbaar door niemand anders meer gespeeld werden) voor de biwa. Hoewel de waarheid ervan niet te achterhalen valt, is voor de geschiedenis van de blinde biwaspelers het einde van dit verhaal van groot belang. Semimaru zou namelijk de eerste van de blinde biwaspelers en uiteindelijk de biwa hōshi geweest zijn.
Door informatieschaarste over het verre verleden is over Semimaru verder niet veel bekend. Het verhaal rond Semimaru is hoe dan ook populair geworden als Nō-voorstelling. Ook nu nog worden voorstellingen over Semimaru opgevoerd. Om politieke en anti-keizerlijke redenen was er kennelijk behoorlijk wat kritiek op de manier waarop de keizerlijke Semimaru werd uitgebeeld in moderne Nō van de twintigste eeuw, wat de Kanze (een Nō-school) aanzette tot het voorstellen van Semimaru als gewoon een beroemde biwa hōshi.

### Kamakuraperiode (1185-1333)
De Kamakuraperiode betekent voor de biwa hōshi een stijging in aanzien en een hoogtepunt qua populariteit, vooral door het reciteren van de Heike Monogatari. Op het einde van de Kamakuraperiode, wanneer Nō- en Kyōgen-theater tot stand kwamen en tot bloei kwamen, werden biwa hōshi weleens het onderwerp van de spot in Kyōgen-voorstellingen.
De literatuur van de Kamakuraperiode werd gekenmerkt door een grote belangstelling voor eenzame zwervers, als een vervolg van de interesse voor eenzame luitpriesters op het einde van de Heianperiode. Het bespelen van de luit in aristocratische kringen verloor echter aan populariteit, hoewel de biwa hōshi dan hun bloeiperiode kenden.

#### Heike Monogatari
De Heike Monogatari, een verhaal geschreven in de dertiende eeuw dat vooral gaat over de strijd tussen de Taira en de Minamoto-clan, was van grote betekenis voor de Japanse geschiedenis. De oorlogsverhalen van de Heike Monogatari werden een bron van inspiratie voor de teksten van blinde biwa-spelers. Afhankelijk van hun verworven status werden bepaalde biwa hōshi soms uitgenodigd aan het keizerlijk hof om de Heike Monogatari en andere teksten te reciteren.
Voor de traditie van het reciteren van verhalen met oorlogselementen uit de Heike Monogatari, werden verschillende benamingen gebruikt: heike karate, heike biwa en heike. Deze vorm van recitatie door blinde priesters kende haar hoogdagen op het einde van de Kamakuraperiode, wanneer de Tōdō Za, een heel Japan overkoepelende gilde van biwa hōshi, werd opgericht. Voor het reciteren van de Heike Monogatari werd een specifieke luit gebruikt, Heike biwa genaamd. Dit was een kruising tussen de mōsō- en gaku biwa van de Heianperiode.

#### Kyōgen
Biwa hōshi vormden weleens het onderwerp van satirische Kyōgen-voorstellingen. Kyōgen is een klassiek-Japanse theatervorm die zich in dezelfde periode van het Nō-theater ontwikkelde. Kyōgen-voorstellingen werden meestal gespeeld tussen de drie hoofdonderdelen van Nō-voorstellingen door, met als bedoeling het publiek wat ademruimte en verlichting te bieden met behulp van komedie en satire. Kyōgen is realistischer dan Nō en makkelijker te begrijpen.
De instabiliteit als gevolg van de Ōnin-oorlog zorgde ervoor dat een bepaalde groepering van biwa hōshi haar overheidssteun kwijtraakte, wat resulteerde in een sociale verschuiving. De biwa hōshi, die voordien tot de hogere kringen behoorden, vergezelden andere rondzwervende artiesten, wat een humoristische voedingsbodem werd voor Kyōgen-voorstellingen: de satire in Kyōgen draait meestal om de arrogantie en ijdelheid van mensen, en het gedrag van de biwa hōshi paste in dit kader, omdat vele biwa hōshi die nu tot de laagste klasse behoorden zich toch nog lid waanden van de Tōdō Za.
Een mooi voorbeeld van een Kyōgen-voorstelling waarin een biwa hōshi de hoofdrolspeler is, is Chakagi Zatō (The Tea Sniffing Blind Men). In dit Kyōgen-stuk wordt het leven achter de schermen van een groep biwa hōshi op humoristische wijze blootgelegd.

## Groeperingen
Zoals bij andere ambachtslieden in die tijd, werden er onder de biwa hōshi gilden of scholen gevormd. Deze gilden kenden onderlinge verschillen in status en rang. Verschillen waren er in de teksten die ze reciteerden, de manier waarop ze reciteerden (er waren soms inhoudelijke verschillen) en/of hun rechten om bepaalde teksten te reciteren, al dan niet aan het keizerlijk hof.
De belangrijkste groepering verwierf haar status door het reciteren van de Heike Monogatari. Deze zogenaamde Heike biwa hōshi werden financieel ondersteund door de Shōgun (Ashikaga) en werden op het keizerlijk paleis uitgenodigd ter vermaak van de keizer, nadat ze bekendheid hadden verworven bij het gewone volk. Onder leiding van blinde priester Akashi Kakuichi werden zij de eerste officiële gilde, genaamd Ichikata Za (waarbij Za Japans is voor school). Zij werden later bekend als de Tōdō Za, de enige gilde met het officiële recht om de Heike Monogatari voor te dragen. Later sloten alle blinde luitspelers in Japan zich aan bij deze gilde. In de vroege Meijiperiode werd de groep echter ontbonden.

## Mondelinge doorvertelling van de Heike Monogatari
De Heike Monogatari of de vertellingen van de Heike gaan over de strijd tussen twee clans; de Minamoto en de Taira, ook wel bekend als de Genpei-oorlog. Historici zijn het er niet helemaal over eens, maar over het algemeen wordt gezegd dat een man van adel, Yukinaga, het verhaal zou neergeschreven hebben, waarna het door biwa hōshi al zingend werden overgeleverd. Akashi Kakuichi (明石覚一), een blinde priester uit Harima nabij Ōsaka, zou de belangrijkste mondelinge versie van de Heike Monogatari in 1371 gereciteerd hebben.
De mondelinge verspreiding was van groter belang dan de schriftelijke. Volgens boeddhistisch monnik en auteur van het werk Tsurezuregusa Yoshida Kenkō (1281-1350) was het Shinano-no-Zenji Yukinaga die de Heike Monogatari schreef en aan een blinde man met de naam Jōbutsu (生佛) aanleerde om het mondeling over te dragen. Van deze blinde priester leerde Yukinaga op zijn beurt over de bushi-strijders en hun paarden en wapens, omdat Jōbutsu rechtstreeks contact met hen had. Biwa hōshi van Yoshida's tijd zouden zelfs de stem van Jōbutsu geïmiteerd hebben. Over Jōbutsu valt echter verder niet veel informatie te vinden, en de correctheid van de leeswijze van zijn naam wordt betwist.
Aangezien de Heike Monogatari mondeling overgedragen werden door biwa hōshi, was de getrouwheid van de vertellingen te betwisten. Doorheen de jaren werden er elementen weggelaten, was er vervorming van sommige feiten of werden toevoegingen gedaan. De verschillende biwa hōshi-scholen, die elk hun eigen tradities kenden, hadden elk een eigen versie van dit werk. De versies van de Ichikata Za en de Yasaka Za zijn echter de belangrijkste en degene waarop de andere versies gebaseerd zijn.

## Vergelijking met minstrelen in Europa
In Europa bestonden er tijdens nagenoeg dezelfde periode erg gelijkaardige vormen van vermaak. Vooral de gelijkenissen tussen biwa hōshi en minstrelen zijn opvallend. Ondanks de vele gelijkenissen, zijn er echter geen onmiddellijke aanwijzingen voor het bestaan van een verband tussen biwa hōshi en minstrelen (of barden en troubadours) in Europa.
In het Europa van de middeleeuwen begon de geschiedenis van de minstrelen in de periode en het gebied van oorsprong van de Oud-Engelse literatuur met de zogenaamde Scop. Southworth (1989) waarschuwt wel voor de algemene misconceptie dat minstrelen dichters of zangers waren die al spelend op een luit gedichten en liederen voordroegen, al rondzwervend zonder vaste verblijfplaats. De werkelijkheid, zo beschrijft hij, is dat de meesten wel verbonden waren aan een heer die hen van een zeker inkomen voorzag, en dat enkel degenen veel lager in rang geen vaste verblijfplaats hadden, en overleefden van voordrachten overal ter lande. Bijgevolg staat de term minstreel altijd ter discussie, omdat er in de middeleeuwen wel meerdere mensen waren die konden zingen en één of meer instrumenten bespeelden, laat staan of ze veel rondzwierven of niet. Minstrelen reciteerden volgens Rastall (1971) gedichten, zongen over heldendaden of brachten artistiek verslag uit over ware gebeurtenissen. Dezelfde term had binnen aristocratische kringen een nog engere betekenis, die duidde op een specifieke stijl van minstreelkunst, met als belangrijkste element muziek.
Ook wat biwa hōshi betreft waren er meer en minder fortuinlijke gevallen, al dan niet verbonden aan een heer, wat hun inkomen en status beïnvloedde. Eén van de functies van de minstrelen die ook doet denken aan de ontstaansgeschiedenis van de biwa hōshi, is van godsdienstige aard. In het geval van de biwa hōshi was dat de hogerop vermelde recitatie van religieuze teksten door hun voorgangers, of de als dodenmis opgedragen Heike Monogatari door Heike biwa hōshi. Volgens één bron speelden minstrelen tijdens de middeleeuwen in Engeland een muzikale rol in of voor de katholieke Kerk, waarbij hun gezang kon doorgaan als een aardse versie van engelengezang. Gevallen waarbij dat in de kerk, laat staan tijdens een misviering gebeurde, kwamen echter niet vaak voor. Meestal ging het om afbeeldingen van zingende minstrelen in de kerk, of organiseerden gilden religieuze processies waarin minstrelen acteerden.

## Voetnoten
1. ↑  ほうし op Wiktionary
2. ↑  Morley, C. (2006), p. 50-51
3. ↑  De Ferranti, H. (2000), p. 9, 32
4. ↑  De Ferranti, H. (2000), p. 32-33
5. ↑  Matisoff, S. (2006), p. xiv-xv
6. ↑  De Ferranti, H. (2000), p. 32
7. 1 2  Morley, C. (2006), p. 51
8. ↑  De Ferranti, H. (2000), p. 11-12
9. ↑  Kodama, S. (2000), p. 117
10. ↑  Morley, C. (2006) p. 51
11. ↑  Morley, C. (2006), p. 50
12. 1 2  De Ferranti, H. (2000), p. 12
13. ↑  dat is althans wat valt af te leiden uit het tijdschrift van Keio Gijiku (1918), p. v
14. ↑  Keio Gijiku (1918), p. iv
15. ↑  Keio Gijiku (1918), p. v
16. ↑  de Japanse middeleeuwen komen ongeveer overeen met de hoge en late middeleeuwen van Europa (ca. 950 - 1500)
17. ↑  Engelstalige Wikipedia: Anglo-Saxon England. Op delen van het Britse hoofdeiland, meer bepaald in Anglo-Saxisch Engeland, omstreeks het begin van de hoge middeleeuwen (ca. 950)
18. ↑  Rastall, R. (1971), p. 84
19. ↑  Rastall, R. (1971), p. 86. Professor en muziekhistoricus Richard Rastall (University of Leeds) schrijft dat de kerk moeite had met het innemen van een eenduidig standpunt tegenover minstrelen, omdat ze vaak verwikkeld waren in duistere circuits waar zonde hoogtij vierde.
20. ↑  Southworth, J. (1989), p. 5. Hier staat geschreven dat hun gedrag zodanig van de middeleeuwse normen en waarden afweek, dat hun lidmaatschap van de katholieke Kerk in twijfel getrokken werd.